# Эвангелу, Стефанос
Стефанос Эвангелу (греч. Στέφανος Ευαγγέλου; 12 мая 1998 года, Греция) — греческий футболист, защитник венгерского клуба «Залаэгерсег».

## Карьера
Эвангелу является воспитанником «Панатинаикоса». Тренироваться с главной командой начал в сезоне 2016/17. 15 января 2017 года дебютировал в греческом чемпионате в поединке против «АЕКа», выйдя в стартовом составе и проведя на поле весь матч. Всего в дебютном сезоне провёл 8 встреч, в семи из них выходя в стартовом составе.
В мае 2018 года подписал контракт с другим греческим клубом — «Олимпиакосом».
Игрок юношеских и молодёжных сборных Греции различных возрастов. Принимал участие в чемпионате Европы 2015 года среди юношей до 17 лет.